# Erkki Liikanen
Erkki Antero Liikanen (Mikkeli, 19 de septiembre de 1950) es un político, economista y banquero finlandés. Fue el gobernador del Banco de Finlandia entre 2004 y 2018. También fue miembro del Consejo de Gobierno del Banco Central Europeo y Gobernador del Fondo Monetario Internacional por Finlandia, ocupando ambos cargos entre 2004 y 2018.

## Biografía
Erkki Antero Liikanen obtuvo un Máster en Ciencias Políticas (Económicas) en la Universidad de Helsinki en 1975. Fue elegido por el Parlamento finlandés en 1972, con 21 años. En 1990 se convierte en el primer embajador finlandés en la Unión Europea. Fue el primer miembro finlandés de la Comisión Europea.
En febrero de 2012, el comisario europeo Michel Barnier le encargó a Erkki Liikanen dirigir un grupo de expertos para evaluar la necesidad de abordar reformas estructurales al sector bancario de la UE. Publicado el 2 de octubre de 2012, se conoce por el nombre de Informe Liikanen.
Liikanen es consejero de la Cruz Roja de Finlandia desde junio de 2008. En septiembre de 2015 donó el sueldo de un mes a dicha institución para ayudar a acoger a refugiados en Finlandia.
Está casado con Hanna-Liisa Liikanen y tienen dos hijas.

## Carrera
- 1999–2004 Miembro de la Comisión Europea, ocupando la cartera de Empresa y Sociedad de la Información.
- 1995–1999: Miembro de la Comisión Europea, ocupando la cartera de Presupuesto y de Personal y Administración, incluyendo las responsabilidades de traducción y de tecnologías de la información
- 1990–1994: Embajador Extraordinario y Plenipotenciario, Representante de la Embajada Finlandesa en la Unión Europea
- 1987–1990: Ministro de Finanzas de Finlandia, bajo el gobierno de Harri Holkeri, primer ministro
- 1983–1987: Delegado del Parlamento para el Banco de Finlandia (Vicepresidente), Portavoz del Consejo
- 1981–1987: Secretario General del Partido Social-Demócrata
- 1980–1989: Miembro y Presidente del Comité de Supervisión de la Corporación Outokumpu
- 1978, 1982, 1988: Elegido Miembro del Colegio Electoral para elegir al Presidente finlandés
- 1972–1990: Miembro del Parlamento; miembro del Comité de Asuntos Culturales (1972–1975), del Comité de Agricultura y Forestal (Vicepresidente) (1977–1979), y del Comité de Asuntos Externos (miembro 1975–1982; Presidente 1983–1987)[1]

## Obras escritas
- Liikanen, Erkki (1995).  Eila Nevalainen, ed. Brysselin päiväkirjat 1990–1994 (en finés). Otava. ISBN 9789511138327.